# Chaetopsylla setosa
Chaetopsylla setosa är en loppart som beskrevs av Rothschild 1906. Chaetopsylla setosa ingår i släktet Chaetopsylla och familjen grävlingloppor. Inga underarter finns listade i Catalogue of Life.